# 15497 Lucca
15497 Lucca (1999 DE7) là một tiểu hành tinh vành đai chính được phát hiện ngày 23 tháng 2 năm 1999 bởi S. Donati ở Đài thiên văn núi Agliale.